# (21085) 1991 UL4
1991 يو أل 4 (ويعرف أيضًا باسم (21085) 1991 يو أل 4 وفق تسمية الكوكب الصغير) (بالإنجليزية: 1991 UL4)‏ هو كويكب ضمن حزام الكويكبات؛ وترتيبه 21085 من حيث الاكتشاف.
اكتُشف هذا الجُرم الفلكي بواسطة هيروشي كانيدا في 18 أكتوبر 1991.

## وصلات خارجية
- (21085) 1991 UL4 في قاعدة بيانات مختبر الدفع النفاث لأجرام النظام الشمسي الصغيرة

- الاكتشاف · مخطط المدار ·  العناصر المدارية · المعلمات المادية

- (21085) 1991 UL4 على موقع ويكي سكاي: DSS2, SDSS, GALEX, IRAS, Hydrogen α, X-Ray, Astrophoto, Sky Map, Articles and images